# Larry McDonald
Lawrence Patton McDonald (Atlanta, 1 de abril de 1935 - 1 de septiembre de 1983) fue un político estadounidense y miembro de la Cámara de Representantes de los Estados Unidos, representando al séptimo distrito del Congreso de Georgia como un demócrata desde 1975 hasta que fue asesinado mientras era un pasajero a bordo del Vuelo 007 de Korean Air Lines cuando fue derribado por la Unión Soviética.
Un Demócrata conservador, McDonald participó activamente en numerosas organizaciones cívicas y mantuvo uno de los registros de votación más conservadores en el Congreso. Era conocido por su firme anticomunismo. Fue el segundo presidente de la Sociedad John Birch.

## Primeros años y carrera
Larry McDonald nació y se crio en Atlanta, Georgia (estado de EE. UU.), más específicamente en la parte este de la ciudad que se encuentra en Condado de DeKalb. El general George S. Patton era un pariente lejano. Cuando era niño, asistió a varias escuelas privadas y parroquiales antes de asistir a una escuela secundaria no confesional. Pasó dos años en la escuela secundaria antes de graduarse en 1951. Estudió en Davidson College de 1951 a 53, y pasó tiempo estudiando historia. Ingresó en la Escuela de Medicina de la Universidad de Emory a la edad de 17 años, graduándose en 1957. Hizo una pasantía en el Grady Memorial Hospital en Atlanta. Se formó como urólogo en el Hospital de la Universidad de Míchigan con el Prof. Reed M. Nesbit. Una vez completado en 1966, regresó a Atlanta y entró en práctica con su padre.[cita requerida]
De 1959 a 1961, se desempeñó como cirujano de vuelo en la Marina de los Estados Unidos estacionada en la Base naval de Keflavík en Islandia. McDonald se casó con Anna Tryggvadottir, con quien finalmente tendría tres hijos: Tryggvi Paul, Callie Grace y Mary Elizabeth. Fue en Islandia donde McDonald comenzó a tomar nota del comunismo. Sintió que la Embajada de Estados Unidos en Reykjavik estaba haciendo cosas ventajosas para los comunistas; por lo tanto, fue a su oficial al mando, pero le dijeron que no entendía el panorama general.
Después de su gira de servicio, ejerció la medicina en la Clínica de Urología McDonald en Atlanta. Se interesó cada vez más por la política, leyendo libros sobre historia política y política exterior. Se unió a la John Birch Society - una organización conservadora y anticomunista - en 1966 o 1967. Su apasionada preocupación por la política lo llevó a divorciarse de su primera esposa. McDonald se postuló sin éxito para el Congreso en 1972 antes de ser elegido en 1974. En 1975, se casó con Kathryn Jackson, a quien conoció mientras pronunciaba un discurso en California. 
McDonald se desempeñó como miembro de la Junta de Educación Médica del Estado de Georgia y como presidente de 1969 a 1974.

## Carrera política
En 1974, McDonald se postuló para el Congreso contra el titular John W. Davis en las primarias del Demócrata como un conservador que se oponía a la escuela federal obligatoria, los programas de integración. McDonald criticó a Davis por ser uno de los dos únicos congresistas de Georgia que votaron a favor de los autobuses escolares. También atacó a Davis por recibir miles de dólares de grupos fuera del estado que, según dijo, favorecían los programas federales obligatorios que usaban los autobuses para lograr la integración escolar.
McDonald ganó las elecciones primarias con sorpresa y fue elegido en noviembre de 1974 al 94.º Congreso de los Estados Unidos, sirviendo al 7.º distrito del Congreso de Georgia, que incluía la mayoría de los suburbios del noroeste de Atlanta (incluido Marietta), donde la oposición a los autobuses escolares era especialmente alta. Sin embargo, durante las elecciones generales, J. Quincy Collins Jr., un prisionero de guerra de la Fuerza Aérea durante la Guerra de Vietnam, que se postuló como republicano, estuvo a punto de derrotarlo, a pesar de su pobre desempeño de republicanos a nivel nacional ese año debido a las secuelas del escándalo Watergate. Sin embargo, McDonald nunca se enfrentaría a otro concurso tan cerrado.
McDonald, quien se consideraba a sí mismo un demócrata tradicional "cortado de la tela de Jefferson y Jackson", era conocido por sus puntos de vista conservadores, incluso para los demócratas del sur del tiempo. De hecho, un método de puntuación publicado en el American Journal of Political Science lo nombró el segundo miembro más conservador de cualquiera de las cámaras del Congreso entre 1937 y 2002 (solo detrás de Ron Paul). Aunque muchos de los electores de McDonald's habían comenzado a dividir sus boletos y a votar por los republicanos a nivel federal ya en la década de 1960, el Partido Republicano todavía estaba muy por detrás de los demócratas a nivel local, y los demócratas conservadores como McDonald continuaron ocupando la mayoría de los cargos estatales y locales hasta bien entrada la década de 1990.
La Unión Conservadora Estadounidense le otorgó una puntuación perfecta de 100 cada año que estuvo en la Cámara de Representantes, excepto en 1978, cuando obtuvo una puntuación de 95. También obtuvo "calificaciones perfectas o casi perfectas" en las tarjetas de puntuación del Congreso del Comité Nacional del Derecho a la Vida, Propietarios de Armas de América y la Fundación del Consejo de Seguridad Estadounidense (American Security Council). McDonald fue referido por "The New American" como "el principal anticomunista en el Congreso".
McDonald admiraba a senador Joseph McCarthy y fue miembro de la Fundación Joseph McCarthy. Se tomó en serio la amenaza comunista y la consideró una conspiración internacional. Admirador de la economía austriaca y miembro del Instituto Ludwig von Mises, fue un defensor de la política monetaria estricta a fines de la década de 1970 para sacar a la economía de la estanflación y abogó por volver al patrón oro.
McDonald llamó al estado de bienestar un "desastre" y favoreció la transferencia gradual del control de los programas de la Gran Sociedad a los estados para operar y ejecutar. También favoreció los recortes a la ayuda exterior, diciendo: "Para mí, la ayuda exterior es un área que no solo se puede cortar, sino que también se puede utilizar una motosierra en términos de reducciones".
McDonald copatrocinó una resolución "que expresa el sentimiento del Congreso de que los actos homosexuales y la clase de individuos que defienden tal conducta nunca recibirán una consideración especial o un estado protegido por la ley".
Abogó por el uso del fármaco no aprobado  laetrile para tratar a pacientes en etapas avanzadas de cáncer. a pesar de la opinión médica de que la promoción del laetrilo para tratar el cáncer fue un ejemplo canónico de charlatanería. McDonald también se opuso al establecimiento del Día de Martin Luther King Jr., diciendo que la Oficina Federal de Investigaciones (FBI) tenía evidencia de que King "estaba asociado con comunistas y agentes comunistas secretos y manipulado por ellos". 
McDonald, un entusiasta de las armas de fuego y cazador de juegos, supuestamente tenía "alrededor de 200" armas en su residencia oficial del distrito.
En 1979, con John Rees y el general de división John K. Singlaub, McDonald fundó la Western Goals Foundation. Según The Spokesman-Review, tenía la intención de "mitigar la subversión, el terrorismo y el comunismo" llenando el vacío "creado por la disolución del Comité de Actividades Antiamericanas de la Cámara y lo que McDonald consideraba el paralizador del FBI durante la década de 1970 ". McDonald se convirtió en el segundo presidente de la Sociedad John Birch en 1983, sucediendo a Robert Welch (Robert W. Welch, Jr.).
McDonald rara vez hablaba en el piso de la Cámara, prefiriendo insertar material en el "Registro del Congreso". Estas inserciones generalmente se ocupaban de cuestiones de política exterior relacionadas con la Unión Soviética y cuestiones internas centradas en el crecimiento de la subversión de izquierda patrocinada por los soviéticos y no soviéticos. Varias inserciones de McDonald's relacionadas con el Partido Socialista de los Trabajadores (Partido Socialista de los Trabajadores (Estados Unidos)) se recopilaron en un libro, "Trotskismo y terror: la estrategia de la revolución", publicado en 1977.

## Muerte
McDonald fue invitado a Corea del Sur para asistir a una celebración del 30 aniversario del Tratado de Defensa Mutua entre Estados Unidos y Corea del Sur con tres miembros del Congreso, el senador Jesse Helms de Carolina del Norte, Senador Steve Symms de Idaho y Representante Carroll Hubbard de Kentucky. Debido al mal tiempo el domingo 28 de agosto de 1983, el vuelo de McDonald's desde Atlanta se desvió a Baltimore y cuando finalmente llegó al Aeropuerto JFK en Nueva York , había perdido su conexión con Corea del Sur por dos o tres minutos.
McDonald podría haber abordado un vuelo de Pan Am Boeing 747 a Seúl, pero prefirió las tarifas más bajas de Korean Air Lines y decidió esperar al siguiente Vuelo de KAL dos días después. Simultáneamente, Hubbard y Helms planearon reunirse con McDonald, para discutir cómo unirse a McDonald en el vuelo KAL 007. A medida que aumentaban las demoras, en lugar de unirse a McDonald, Hubbard en el último minuto abandonó el viaje, canceló sus reservaciones y aceptó un compromiso para hablar en Kentucky mientras Helms intentaba unirse a McDonald, pero también se retrasó.
McDonald ocupaba un asiento de pasillo, 02B en la sección de primera clase, cuando KAL 007 despegó el 31 de agosto a las 12:24 a. m. hora local, en un viaje a Anchorage, Alaska para una escala programada siete horas después. El avión permaneció en tierra durante una hora y media durante la cual fue reabastecido, limpiado y revisado. Los pasajeros tuvieron la opción de dejar el avión, pero McDonald permaneció en el avión, recuperando su sueño. Mientras tanto, Helms había logrado llegar e invitó a McDonald a subir a su vuelo, KAL 015, pero McDonald no quería que lo molestaran.
Con una nueva tripulación de vuelo, KAL 007 despegó a las 4  AM. Hora local para su vuelo programado sin escalas sobre el Pacífico hacia el Aeropuerto Internacional de Kimpo de Seúl, un vuelo que puede tomar aproximadamente ocho horas. El 1 de septiembre de 1983, McDonald y el resto de los pasajeros y la tripulación del KAL 007 murieron cuando los combatientes soviéticos, bajo el mando del general Anatoly Kornukov, derribaron el KAL 007 cerca de la Isla Moneron después de la avión entró en el espacio aéreo soviético.
Algunas familias de las víctimas del derribo sostienen que hay motivos para creer que McDonald y otros del vuelo 007 sobrevivieron al derribo. Este punto de vista ha recibido cierta cobertura en la agencia de noticias conservadora Accuracy in Media y también en el "New American", la revista de la John Birch Society.

## Consecuencias
Después de la muerte de McDonald's, se llevó a cabo una elección especial para ocupar su escaño en el Congreso. El exgobernador Lester Maddox declaró su intención de postularse para el escaño si la viuda de McDonald's, Kathy McDonald, no lo hacía.
Kathy McDonald decidió correr, pero perdió ante George "Buddy" Darden.

### Tributo
Hay un cenotafio colocado para él en el cementerio Crest Lawn en Atlanta, Georgia.
El 18 de marzo de 1998, la Cámara de Representantes de Georgia, "para preservar la memoria del sacrificio y el servicio de este georgiano capaz y sobresaliente y reconocer su servicio a la gente de su distrito", denominó la parte de Interestatal 75, que va desde el Río Chattahoochee hacia el norte hasta la línea Tennessee estatal en su honor, la Interestatal 75 en Georgia, Larry McDonald Memorial Highway.